# Великі Кутища
Великі Кутища — село в Україні, у Калинівській міській громаді Хмільницького району Вінницької області. Населення становить 298 осіб.

## Історія
12 червня 2020 року, відповідно до Розпорядження Кабінету Міністрів України № 707-р, «Про визначення адміністративних центрів та затвердження територій територіальних громад Вінницької області», увійшло до складу Калинівської міської громади.
19 липня 2020 року, в результаті адміністративно-територіальної реформи і ліквідації Калинівського району, село увійшло до складу новоутвореного Хмільницького району.

## Географія
Селом тече струмок Безіменний.